# Phare de Ponta das Canas
Le phare de Ponta das Canas (en portugais : Farolete da Ponta das Canas) est un phare situé sur l'archipel d'Ilhabela, appartenant à la ville de São Sebastião, dans l'État de São Paulo - (Brésil). 
Ce phare est la propriété de la Marine brésilienne  et il est géré par le Centro de Sinalização Náutica e Reparos Almirante Moraes Rego (CAMR) au sein de la Direction de l'Hydrographie et de la Navigation (DHN).

## Histoire
Ilhabela est classée parc national sous le nom de Parque Estadual de Ilhabela. Elle possède de nombreux petits phares .
C'est une tourelle cylindrique de 11 m de hauteur peinte en blanc avec deux bandes horizontales rouges. Ce petit phare est localisé à l'extrémité nord-ouest de l'archipel d'Ilhabela, séparé du continent et de la ville de São Sebastião par le détroit de São Sebastião,.
Il émet, à 13 m de hauteur focale, un éclat blanc par période de 6 secondes. Sa portée maximale est de 9 milles nautiques (environ 17 km.           ).
Identifiant : ARLHS : BRA233 ; BR3184 - Amirauté : G0470 - NGA :18572 .

### Lien connexe
- Liste des phares du Brésil